# Amphineurus polycyclus
Amphineurus polycyclus är en tvåvingeart som beskrevs av Alexander 1961. Amphineurus polycyclus ingår i släktet Amphineurus och familjen småharkrankar. Inga underarter finns listade i Catalogue of Life.